# Albitreccia
Albitreccia är en kommun i departementet Corse-du-Sud på ön Korsika i Frankrike. Kommunen ligger  i kantonen Santa-Maria-Siché som tillhör arrondissementet Ajaccio. År 2022 hade Albitreccia 1 780 invånare.

## Befolkningsutveckling
Antalet invånare i kommunen Albitreccia
Referens:INSEE